# Mantorp
Mantorp är en tätort i Mjölby kommun, Östergötlands län, med cirka 4 000 invånare. Orten är ett villasamhälle beläget drygt en mil från Mjölby samt två mil från Linköping. Mantorp ligger vid motorvägen E4 samt Södra stambanan. Länståget Östgötapendeln stannar i Mantorp och med det kan man resa vidare till exempelvis Norrköping, Linköping, Mjölby, Motala och Tranås.

## Befolkningsutveckling
| Befolkningsutvecklingen i Mantorp 1950–2020             | Befolkningsutvecklingen i Mantorp 1950–2020 | Befolkningsutvecklingen i Mantorp 1950–2020 | Befolkningsutvecklingen i Mantorp 1950–2020 | Befolkningsutvecklingen i Mantorp 1950–2020 |
| ------------------------------------------------------- | ------------------------------------------- | ------------------------------------------- | ------------------------------------------- | ------------------------------------------- |
|                                                         |                                             |                                             |                                             |                                             |
| År                                                      |                                             |                                             | Folkmängd                                   | Areal (ha)                                  |
| 1950                                                    | 1950                                        |                                             | 457                                         | ##                                          |
| 1960                                                    | 1960                                        |                                             | 760                                         |                                             |
| 1965                                                    | 1965                                        |                                             | 1 227                                       |                                             |
| 1970                                                    | 1970                                        |                                             | 1 763                                       |                                             |
| 1975                                                    | 1975                                        |                                             | 2 722                                       |                                             |
| 1980                                                    | 1980                                        |                                             | 2 963                                       |                                             |
| 1990                                                    | 1990                                        |                                             | 3 285                                       | 259                                         |
| 1995                                                    | 1995                                        |                                             | 3 368                                       | 262                                         |
| 2000                                                    | 2000                                        |                                             | 3 243                                       | 262                                         |
| 2005                                                    | 2005                                        |                                             | 3 326                                       | 264                                         |
| 2010                                                    | 2010                                        |                                             | 3 671                                       | 335                                         |
| 2015                                                    | 2015                                        |                                             | 3 781                                       | 339                                         |
| 2020                                                    | 2020                                        |                                             | 3 973                                       | 354                                         |
| Anm.: ## Som tätort/befolkningsagglomeration 1920–1950. |                                             |                                             |                                             |                                             |

## Samhället
Mantorp är ett villasamhälle som i början på 1900-talet växte fram runt järnvägsstationen. Antalet invånare ökade sedan stadigt. 
Orten har mycket goda väg- och tågförbindelser till de närliggande städerna Linköping, Mjölby och Norrköping då samhället är beläget vid motorvägen E4 och har en station där Östgötapendeln stannar.
I Mantorp finns även köpcentret Depot med bland annat livsmedelskedjan City Gross, apotek, restauranger samt sport-, möbel- och klädaffärer.

## Utbildning
I mantorpsområdet finns totalt sex stycken skolor. Låg- och mellanstadieskolorna består av Klämmestorpskolan, Vifolkaskolan (F-6), Veta skola, Normlösa skola samt Västra Hargs skola. Högstadieskolan heter Vifolkaskolan (7-9).

## Sport

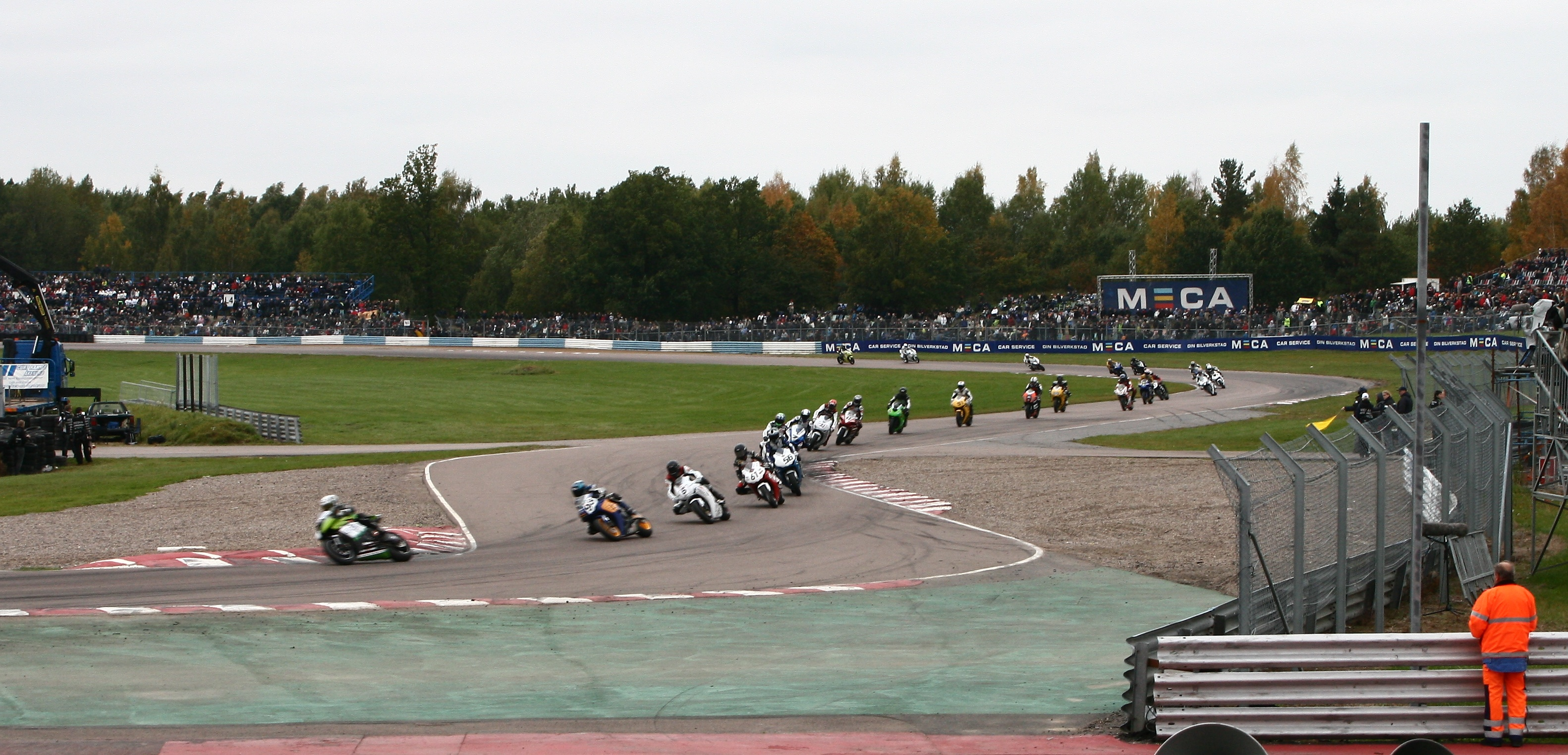
Kurvtagning under ett motorcykellopp på Mantorp Park. Taget från läktare L8 under STCC-finalen 2009.

I Mantorp ligger Sveriges nationalarena för motorsport Mantorp Park samt Mantorp Hästsportarena som bland annat står värd för V75 några gånger per år. Mantorps IF/HF är samhällets handbollsförening vars herrlag spelar i division 1 södra. Klubben spelar sina hemmamatcher i Klämman Arena där även innebandyklubben IBK Mantorp samt gymnastikföreningen Wifolka GF bedriver sina verksamheter. Ortens fotbollsklubb, Mantorps FF, spelar sina hemmamatcher på Klämmestorps IP.

## Bilder

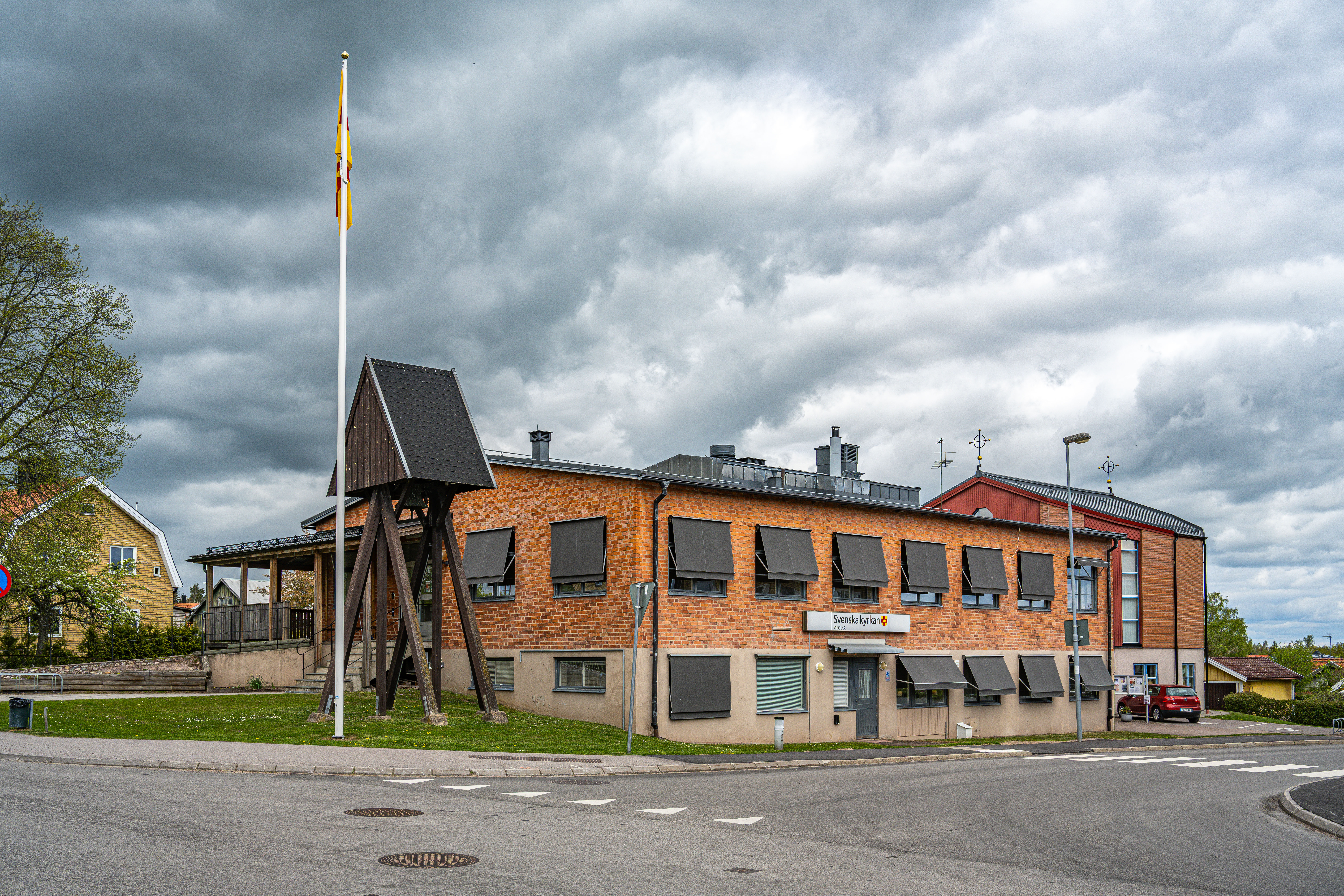
Kyrkans hus.
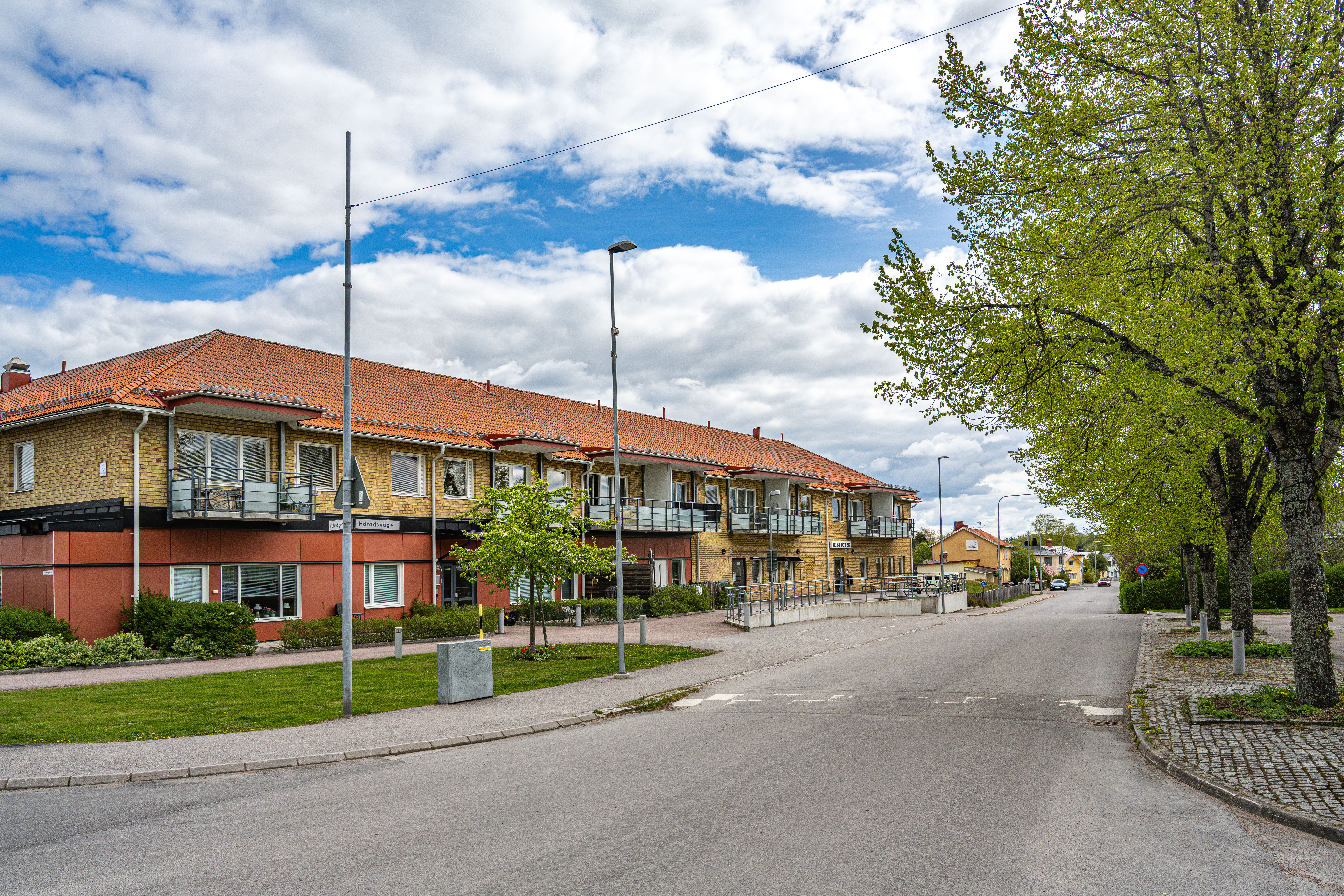
Häradsvägen.
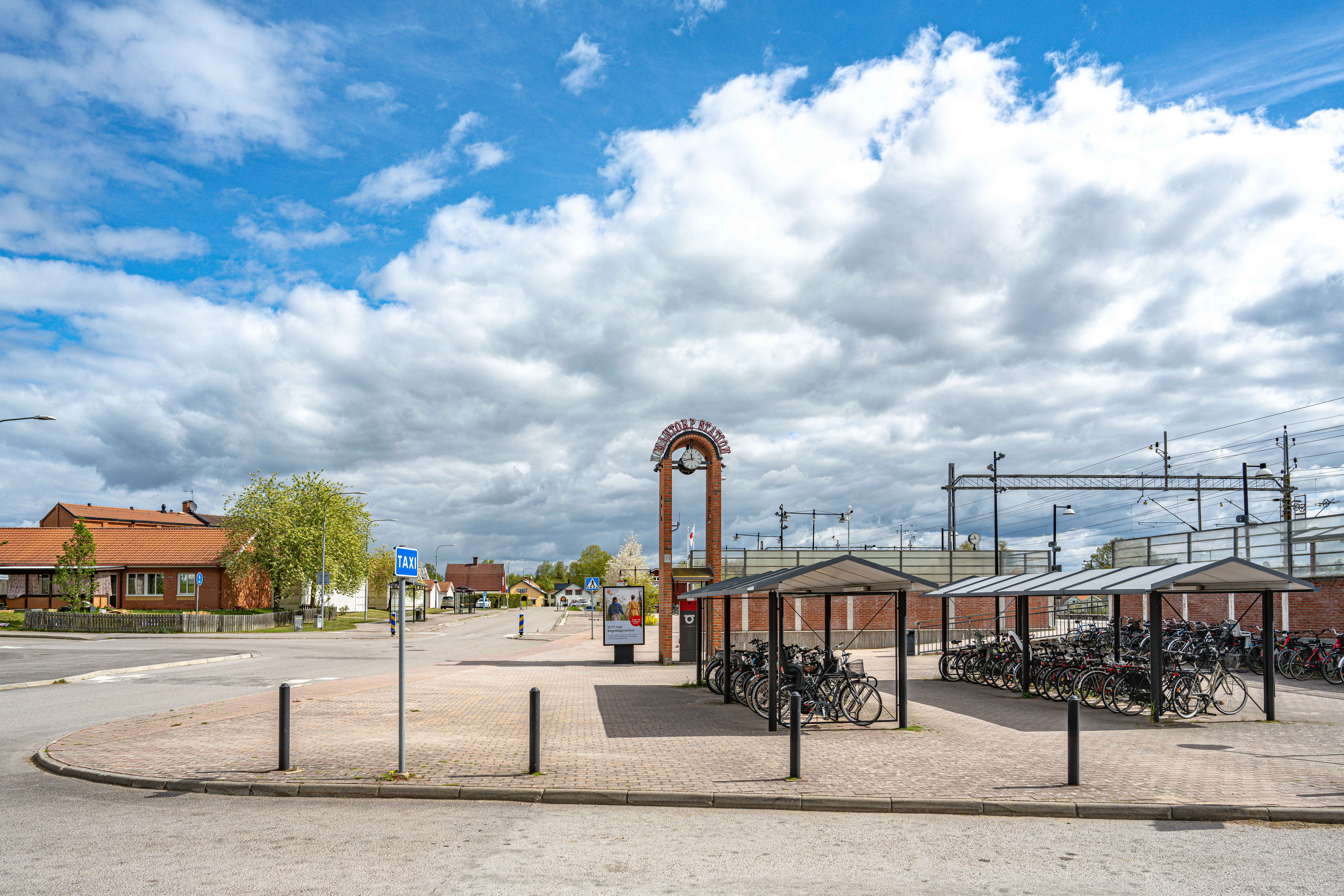
Mantorps station.
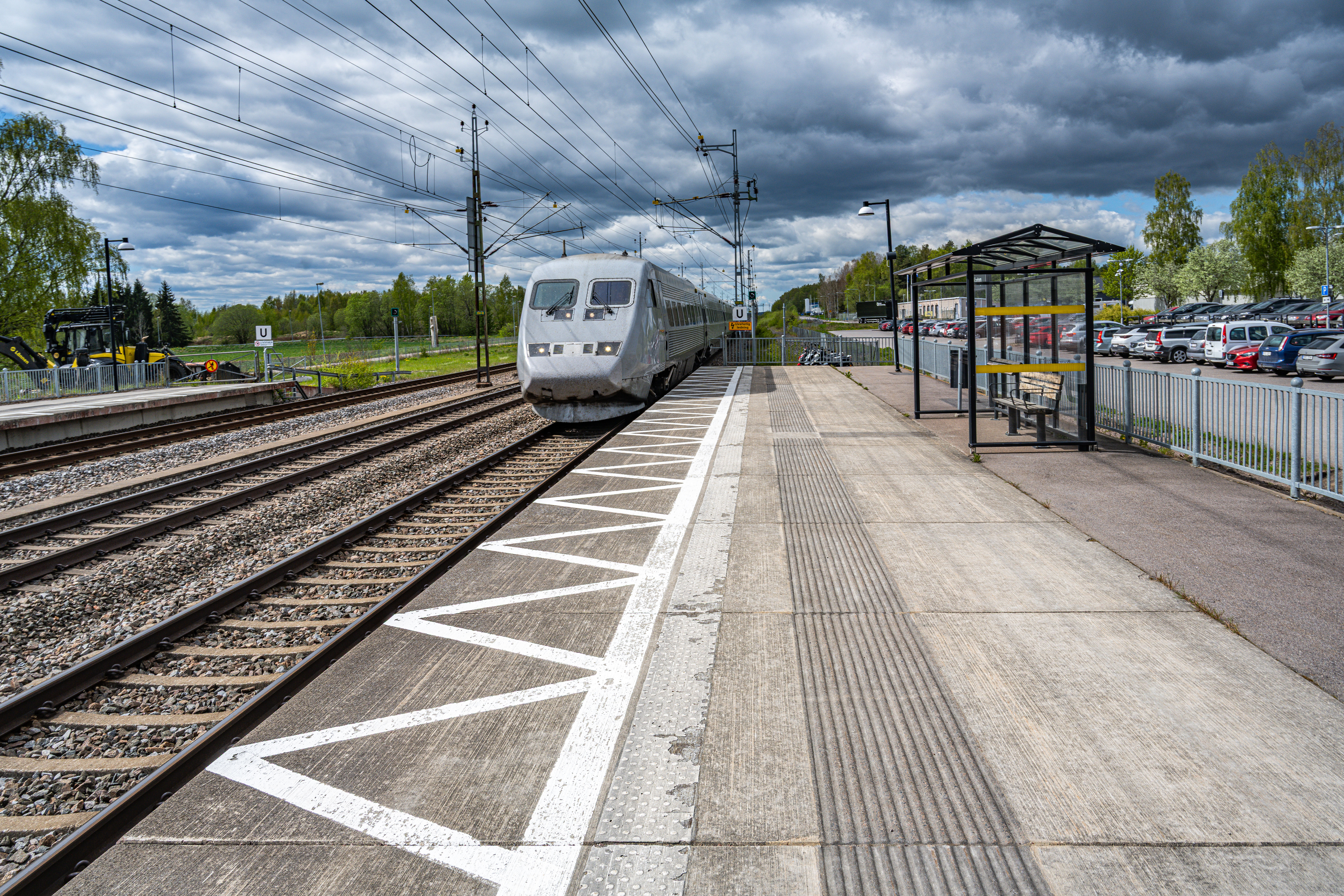
Perrongen.